# Juma (album)
Juma – trzeci album zespołu Cinq G wydany w 2007 roku.

## Lista utworów
1. "To Pole Walki"
2. "Spa Day"
3. "Czy Coś Cię Wkurcza?"
4. "Tu Musisz Zostać"
5. "Chuligani Miłości"
6. "Juma!"
7. "Polak Mody"
8. "Piosenka Izrael Ska"
9. "Co Było Wczoraj"
10. "Niedobry Riddim"
11. "JeJeJeJeJe"
12. "Topole Walki"